# N,N′-Diizopropylokarbodiimid
N,N′-Diizopropylokarbodiimid (DIC) – organiczny związek chemiczny z grupy karbodiimidów, stosowany jako czynnik kondensujący, np. w syntezie peptydów oraz innych amidów.
DIC w warunkach standardowych jest cieczą i z tego powodu posługiwanie się nim w syntezie organicznej jest prostsze i nie wymaga rozpuszczania w rozpuszczalnikach organicznych jak jest w przypadku powszechnie stosowanego N,N′-dicykloheksylokarbodiimidu (DCC).